# اتو واگنر
اتو واگنر (به آلمانی: Otto Wagener) (زاده ۲۹ ژانویه ۱۸۸۸ _ مرگ ۹ اوت ۱۹۷۱ )یک سیاستمدار آلمانی و از سال ۱۹۲۹ تا سال ۱۹۳۱ رئیس اس آ بود.وی در سال ۱۹۳۳ نماینده رایشتاگ شد.